# Ropalidia myosolica
Ropalidia myosolica är en getingart som först beskrevs av Dalla Torre.  Ropalidia myosolica ingår i släktet Ropalidia och familjen getingar. Inga underarter finns listade i Catalogue of Life.